# Anglure
Ne doit pas être confondu avec Anglure, commune de L'Hôpital-le-Mercier en Saône-et-Loire
 (août 2016).
Anglure (prononcé [ɑ̃ɡlyʁ]) est une commune française, située dans le département de la Marne en région Grand Est.
Anglure est une commune rurale.

## Géographie
Commune située à l'extrémité sud-ouest du département, dans la vallée de l'Aube, peu avant sa confluence avec la Seine.
| Allemanche | Launay  | Marsangis        |
| Soyer      | Anglure | Granges-sur-Aube |
| Baudement  | Bagneux |                  |

### Hydrographie
La commune est dans la région hydrographique « la Seine de sa source au confluent de l'Oise (exclu) » au sein du bassin Seine-Normandie. Elle est drainée par l'Aube, le canal de Choisel, le ru de Choisel, Marais Commun, la noue du Livon, la noue du Rouillis, l'Aube, le canal de Bagneux, le canal du Docteur et divers bras de l'Aube,.
L'Aube, d'une longueur de 249 km, prend sa source dans la commune de Auberive et se jette  dans la Seine à Marcilly-sur-Seine, après avoir traversé 82 communes.
Le canal de Choisel est un canal, chenal et un cours d'eau naturel non navigable de 12 km reliant Chichey  à la commune où il se jette dans le ru de Choisel.
Le ru de Choisel, d'une longueur de 15 km, prend sa source dans la commune de Barbonne-Fayel et se jette  dans l'Aube sur la commune, après avoir traversé six communes.

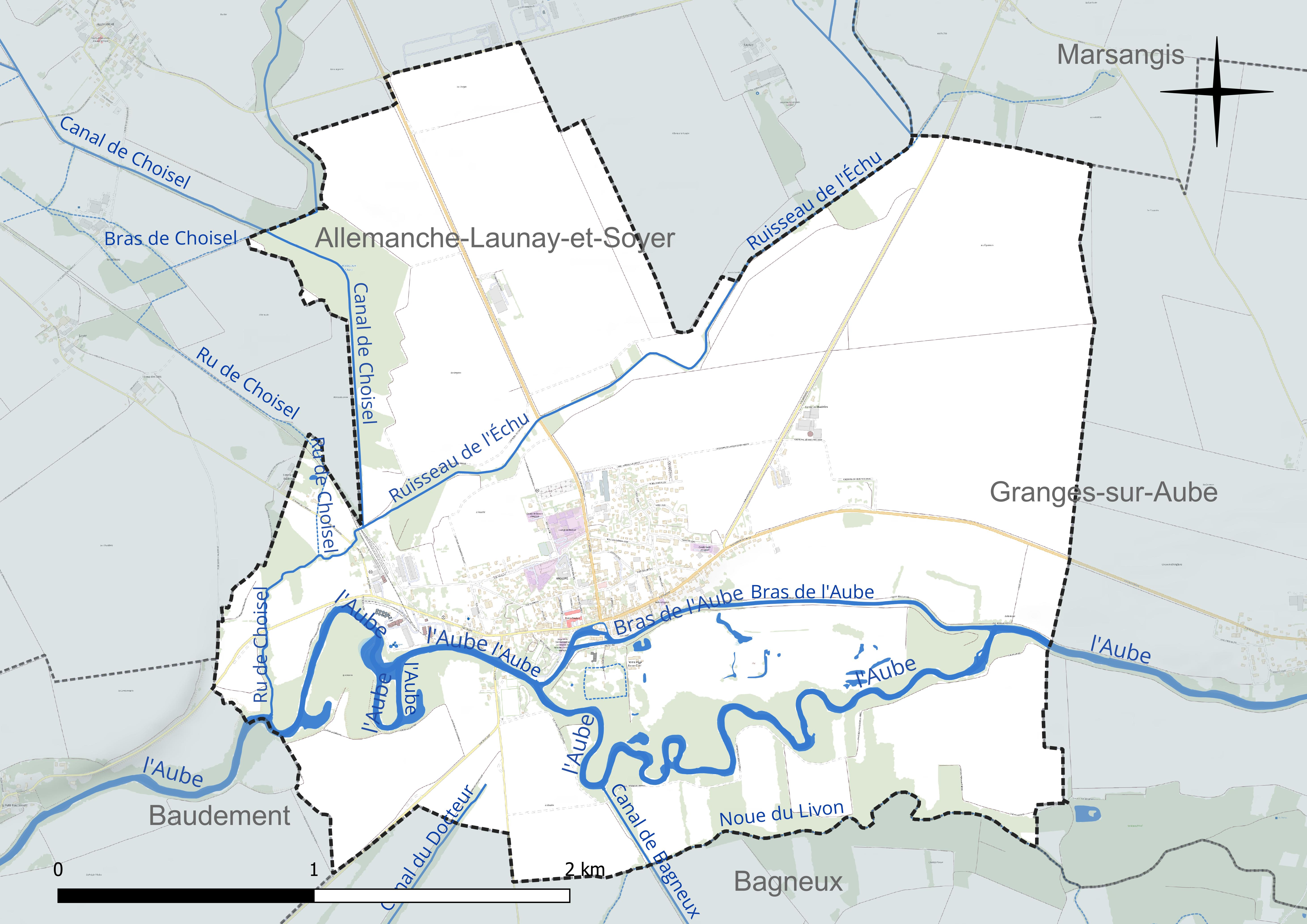
Réseau hydrographique d'Anglure.

### Climat
Pour des articles plus généraux, voir Climat du Grand Est et Climat de la Marne.
En 2010, le climat de la commune est de type climat océanique dégradé des plaines du Centre et du Nord, selon une étude du Centre national de la recherche scientifique s'appuyant sur une série de données couvrant la période 1971-2000. En 2020, Météo-France publie une typologie des climats de la France métropolitaine dans laquelle la commune est exposée à un climat océanique altéré et est dans la région climatique Nord-est du bassin Parisien, caractérisée par un ensoleillement médiocre, une pluviométrie moyenne régulièrement répartie au cours de l’année et un hiver froid (3 °C).
Pour la période 1971-2000, la température annuelle moyenne est de 10,7 °C, avec une amplitude thermique annuelle de 15,8 °C. Le cumul annuel moyen de précipitations est de 700 mm, avec 11,3 jours de précipitations en janvier et 7,4 jours en juillet. Pour la période 1991-2020, la température moyenne annuelle observée sur la station météorologique de Météo-France la plus proche, « Romilly », sur la commune de Romilly-sur-Seine à 10 km à vol d'oiseau, est de 11,2 °C et le cumul annuel moyen de précipitations est de 619,5 mm. 
La température maximale relevée sur cette station est de 42,3 °C, atteinte le 25 juillet 2019 ; la température minimale est de −25,2 °C, atteinte le 6 janvier 1971,,.
Les paramètres climatiques de la commune ont été estimés pour le milieu du siècle (2041-2070) selon différents scénarios d'émission de gaz à effet de serre à partir des nouvelles projections climatiques de référence DRIAS-2020. Ils sont consultables sur un site dédié publié par Météo-France en novembre 2022.

## Urbanisme

### Typologie
Au 1er janvier 2024, Anglure est catégorisée bourg rural, selon la nouvelle grille communale de densité à sept niveaux définie par l'Insee en 2022.
Elle est située hors unité urbaine. Par ailleurs la commune fait partie de l'aire d'attraction de Romilly-sur-Seine, dont elle est une commune de la couronne,. Cette aire, qui regroupe 26 communes, est catégorisée dans les aires de moins de 50 000 habitants,.

### Occupation des sols
L'occupation des sols de la commune, telle qu'elle ressort de la base de données européenne d’occupation biophysique des sols Corine Land Cover (CLC), est marquée par l'importance des territoires agricoles (72,2 % en 2018), une proportion sensiblement équivalente à celle de 1990 (73 %). La répartition détaillée en 2018 est la suivante : 
terres arables (61,3 %), forêts (17,9 %), zones urbanisées (9,9 %), prairies (5,7 %), zones agricoles hétérogènes (5,2 %). L'évolution de l’occupation des sols de la commune et de ses infrastructures peut être observée sur les différentes représentations cartographiques du territoire : la carte de Cassini (XVIIIe siècle), la carte d'état-major (1820-1866) et les cartes ou photos aériennes de l'IGN pour la période actuelle (1950 à aujourd'hui).

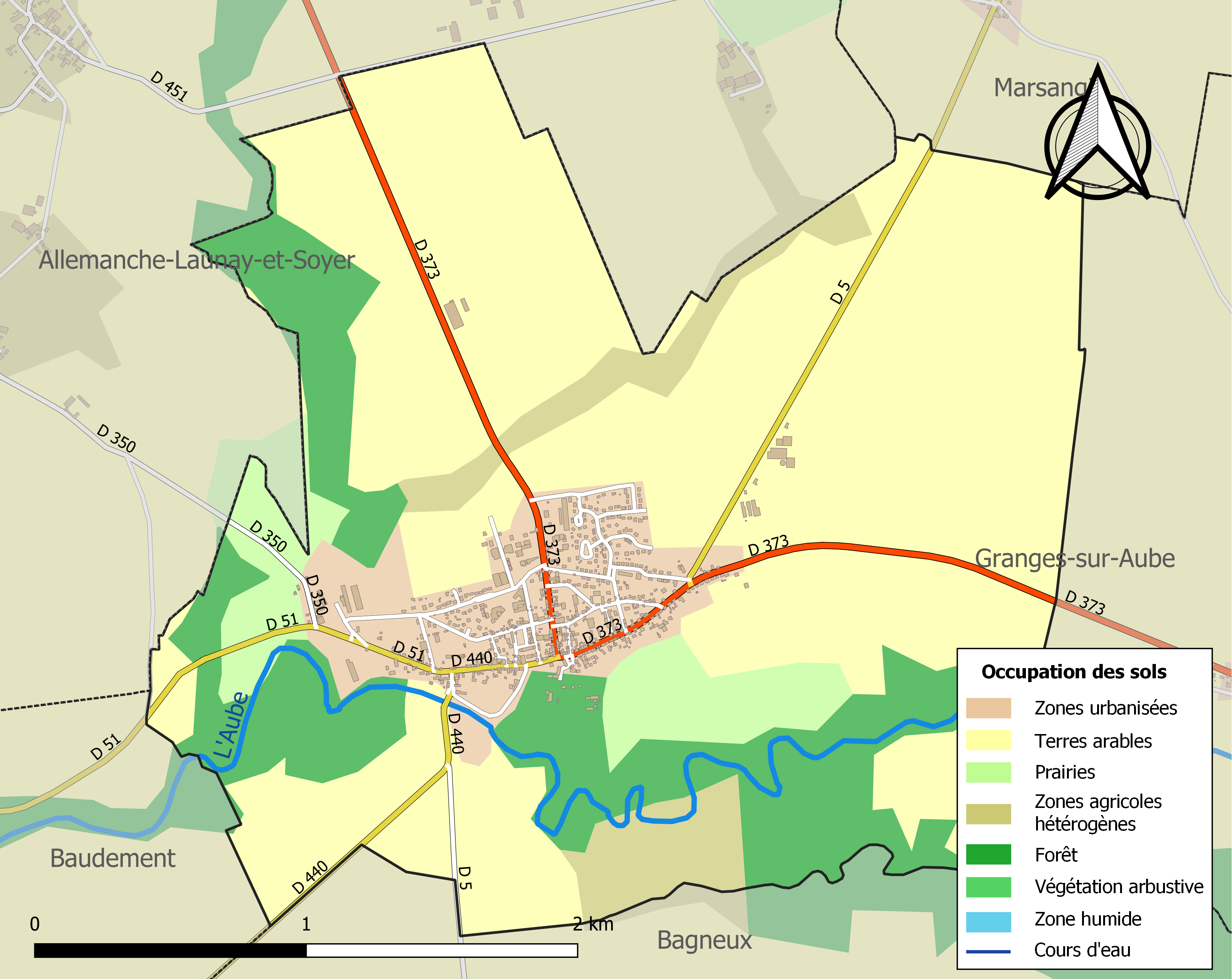
Carte des infrastructures et de l'occupation des sols de la commune en 2018 (CLC).

## Toponymie
Le nom de la localité est attesté sous les formes Angluria (1128) ; Angleuria (1124-1130) ; Anglitura (1131) ; Anglaura (1133) ; Anglura (1140) ; Angleura super Albam (1175) ; Angularia (1177) ; Angléure (vers 1222) ; Engléure (vers 1252) ; Engleiure (fin du XIIIe siècle) ; Angleurre (1366) ; Aingluyre (1390) ; Angluse (1405).
L'origine de ce nom d'Anglure s'explique par la présence des Angles, peuple germanique passant et s'installant dans la région vers le VIe siècle.

## Histoire
Anségise, 43e évêque de Troyes (ca 950) est le premier seigneur de la ville. De 963 à 1642, les barons de la Crosse furent les premiers à tenir la ville en rendant hommage à l'évêque.
Deux foires se tiennent à Anglure, à la saint Pierre-et-Paul le 29 juin, pour les bestiaux et chevaux et l'autre à la saint-Martin, le 11 novembre. Un marché hebdomadaire est recensé par l'aveu d'Ogier d'Anglure au roi le 11 juillet 1376.
Après la bataille d'Azincourt, les habitants creusent des fossés et lèvent des murailles pour défendre la ville des Anglais. La ville leur est livrée par Étienne d'Anglure, reprise par les troupes de Charles, roi de France en juin 1431, les seigneurs d'Auglure ayant mis le feu au château et les vainqueurs rasé les murailles.
En 1580, les habitants relèvent les murailles avec l'accord du roi, les travaux se faisant sous le commandement de Seranin Marcilly, capitaine élu d'Anglure. La ville est assaillie par Chrétien de Savigny, capitaine de François, frère du roi. Les portes de la ville sont ouvertes et elle est pillée, une partie de la population ayant trouvé refuge au château fortifié, Laurent de Cardone étant seigneur d'Anglure.
Le 27 septembre 1607, un grand incendie détruit presque toute la ville, un autre en 1609 la ravage de nouveau.
Fin 1789, la commune se dote d'une garde municipale de 71 personnes du village avec Moreau comme commandant. Le 27 avril 1791, un appel aux volontaires est lancé pour faire trois années de service dans les troupes auxiliaires, Mimi Darras de 28 ans, Louis Jamard de 27 ans et Sulpice Vaillant se proposent. En 1793, pour la Levée en masse, Anglure envoie quatre hommes : Louis Feugé, Isidore Gallois, Louis Billot (remplacé par François Leleure de Sézanne) et Césaire Lemesle (remplacé par Pierre Caille), ces remplacements se monnayant 400 livres.

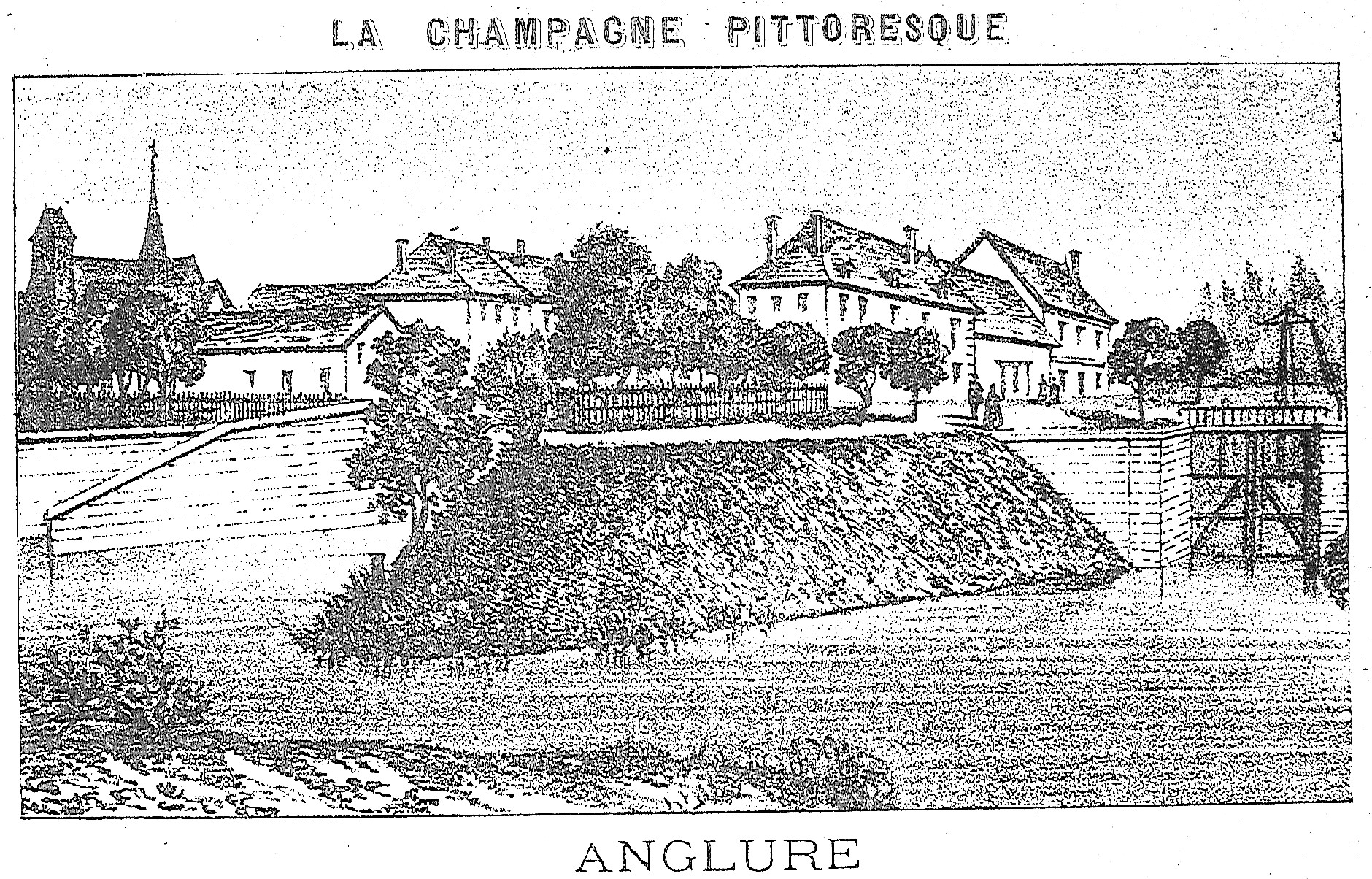
L'écluse dans La Champagne pittoresque.

Pendant le Premier Empire, dès 1805, l'Aube est partiellement canalisée et une écluse à sas est construite à Anglure pour les bateaux et les trains de bois qui n'ont dès lors plus à franchir les deux pertuis de la ville, le premier étant dans le vannage des moulins et le second un peu en aval. Cette écluse mesure 40 mètres sur 7,80 m, gabarit déjà grand pour l'époque, et qui est comparable à ceux du canal Saint-Martin à Paris et de la Marne. L'Aube, dont la canalisation n'a été effective avec sa mise en service qu'en 1823, ayant été radiée de la nomenclature des voies navigables le 27 juillet 1957, l'écluse ne sert plus que pour écrêter les crues de l'Aube. C'est néanmoins un très beau site avec les moulins et le lavoir.
En 1844, le conseil municipal décide le financement de la voie de chemin de fer d'Anglure à Romilly.
En janvier 1910, une grande inondation atteint Anglure et le canton. Le sénateur de la Marne Léon Bourgeois visite les sinistrés de la ville le 10 février.

## Politique et administration

### Liste des maires
| Période                                  | Période                       | Identité                 | Étiquette | Qualité                                                                                       |
| ---------------------------------------- | ----------------------------- | ------------------------ | --------- | --------------------------------------------------------------------------------------------- |
| Les données manquantes sont à compléter. |                               |                          |           |                                                                                               |
| 1790                                     | 1791                          | René Ozanne              |           |                                                                                               |
| 1791                                     | 1792                          | Nicolas Marcilly         |           |                                                                                               |
| 1792                                     | 1793                          | Sulpice Darras           |           |                                                                                               |
| 1793                                     | 1800                          | Honoré-Hilaire Marcilly  |           |                                                                                               |
| 1800                                     | 1807                          | Œillet Preud'Homme       |           |                                                                                               |
| 1807                                     | 1816                          | Honoré-Hilaire Marcilly  |           | Président de l'assemblée du canton en 1808                                                    |
| 1816                                     | 1822                          | Victor-Marie Guyon       |           |                                                                                               |
| 1822                                     | 1837                          | Jean Moreau              |           |                                                                                               |
| 1837                                     | 1840                          | Pierre Allais            |           |                                                                                               |
| 1840                                     | 1846                          | Paul Tissandier          |           |                                                                                               |
| 1846                                     | 1852                          | Gabriel Cochois          |           | Conseiller d'arrondissement                                                                   |
| 1852                                     | 1858                          | Victor Modeste Ployé     |           |                                                                                               |
| 1858                                     | 1893                          | Gabriel Cochois          |           |                                                                                               |
| 1893                                     | 1898                          | Albert Czerwinski        |           |                                                                                               |
| 1898                                     | 1919                          | Célestin Gustave Forgeot | Rad.      | Conseiller général                                                                            |
| 1919                                     | 1925                          | Félix Dumay              |           |                                                                                               |
| 1925                                     | 1927                          | Célestin Gustave Forgeot | Rad.      | Conseiller général                                                                            |
| 1927                                     | 1945                          | Pierre Forgeot           | PRS       | Député (1914-1924 et 1928-1936) ministre des Travaux Publics (1928-1929)                      |
| Les données manquantes sont à compléter. |                               |                          |           |                                                                                               |
| avant 1988                               | 1995                          | René Vigneron            | DVD       |                                                                                               |
| 1995                                     | 2014                          | Jean-Marc Albaut         |           |                                                                                               |
| 2014                                     | En cours (au 15 juillet 2020) | Frédéric Espinasse       |           | Vice-président de la CC de Sézanne-Sud Ouest Marnais (2017 → ) Réélu pour le mandat 2020-2026 |

## Démographie
L'évolution du nombre d'habitants est connue à travers les recensements de la population effectués dans la commune depuis 1793. Pour les communes de moins de 10 000 habitants, une enquête de recensement portant sur toute la population est réalisée tous les cinq ans, les populations de référence des années intermédiaires étant quant à elles estimées par interpolation ou extrapolation. Pour la commune, le premier recensement exhaustif entrant dans le cadre du nouveau dispositif a été réalisé en 2005.

En 2022, la commune comptait 789 habitants, en évolution de −9,21 % par rapport à 2016 (Marne : −1,19 %, France hors Mayotte : +2,11 %).
| 1793 | 1800 | 1806 | 1821 | 1831 | 1836 | 1841 | 1846 | 1851 |
| ---- | ---- | ---- | ---- | ---- | ---- | ---- | ---- | ---- |
| 605  | 547  | 707  | 719  | 722  | 749  | 724  | 835  | 903  |

| 1856 | 1861 | 1866 | 1872 | 1876 | 1881 | 1886 | 1891 | 1896 |
| ---- | ---- | ---- | ---- | ---- | ---- | ---- | ---- | ---- |
| 866  | 878  | 860  | 856  | 805  | 807  | 789  | 772  | 792  |

| 1901 | 1906 | 1911 | 1921 | 1926 | 1931 | 1936 | 1946 | 1954 |
| ---- | ---- | ---- | ---- | ---- | ---- | ---- | ---- | ---- |
| 742  | 757  | 756  | 709  | 740  | 763  | 763  | 623  | 626  |

| 1962 | 1968 | 1975 | 1982 | 1990 | 1999 | 2005 | 2006 | 2010 |
| ---- | ---- | ---- | ---- | ---- | ---- | ---- | ---- | ---- |
| 643  | 700  | 785  | 834  | 855  | 862  | 873  | 901  | 848  |

| 2015 | 2020 | 2022 | - | - | - | - | - | - |
| ---- | ---- | ---- | - | - | - | - | - | - |
| 861  | 812  | 789  | - | - | - | - | - | - |

## Culture locale et patrimoine

### Lieux et monuments
- Église Saint-Antoine, de style flamboyant. Dans le chœur, belles boiseries classées du XVIIIe siècle provenant du prieuré de Macheret. Elle est inscrite au titre des monuments historiques depuis 1946[24].
- Monuments aux morts de la guerre 1914-1918[25].
- Friche industrielle de la clouterie Amelin Dufay[26], impasse de l'Écluse.
- Château d'Anglure : date de 1840, avec le ré-emploi du donjon de l'ancien château.
- Écluse, œuvre de l'architecte Louis-Ambroise Dubut.

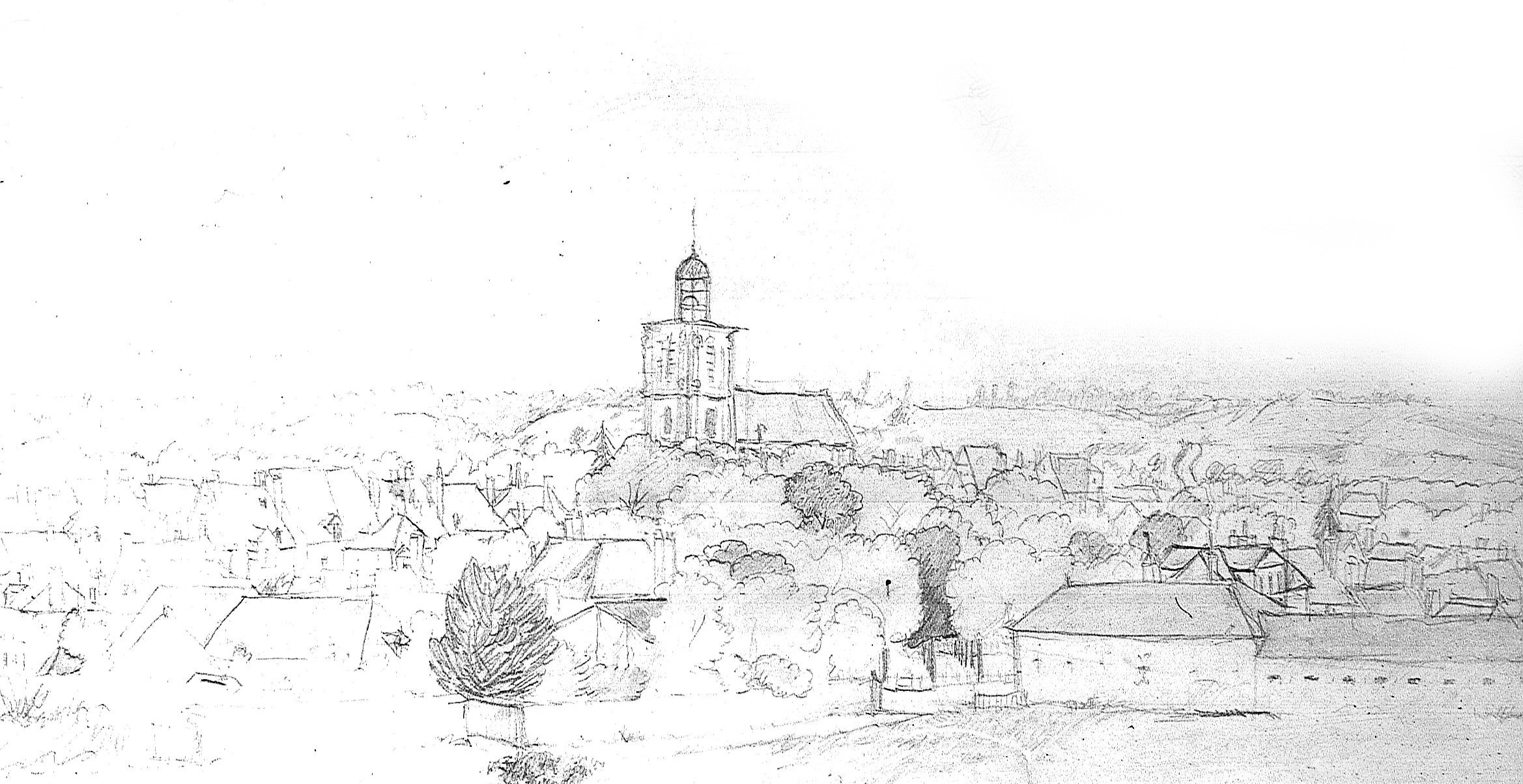
L'église au milieu du village au XIXe siècle.

### Personnalités liées à la commune
- Ogier IX d'Anglure, seigneur d'Anglure (v.1360-v.1412), qui effectua un pèlerinage à Jérusalem à la fin du XIVe siècle, dont la précieuse relation a été conservée ( Le Saint voyage de Jherusalem du seigneur d'Anglure, publié par François Bonnardot et Auguste Longnon, Paris, Firmin Didot, 1878.) Son blason a été donné à la ville.
- Famille d'Anglure.
- Pierre Forgeot (1888-1956), ministre des Travaux publics du 11 novembre 1928 au 3 novembre 1929.
- Julienne Aisner[27] née Simart à Anglure (1899-1947), agent SOE pendant la Seconde Guerre mondiale, enterrée au cimetière d'Anglure, Croix de guerre étoile d'argent, Médaille de la Résistance)[28].
- Lucien Bonnot[29] (1913-1944), boucher à Anglure, résistant, fusillé le 5 août 1944 à l'Épine, terrain de la Folie[30], enterré au cimetière d'Anglure, Médaille de la Résistance.

### Héraldique
| Armes d’Anglure | Les armes de la commune se blasonnent ainsi : D'or, semé de grelots cousus d'argent soutenus chacun d'un croissant de gueules |